# ميثيل أمينوليفولينات
ميثيل أمينوليفولينات (اختصارًا MAL) هو دواءٌ يستخدم مُحَسِّسًا في العلاج الضوئي الديناميكي، وهو دواءٌ أوليٌ يُستقلبُ إلى بروتوبورفيرين 9. يعرف تجاريًا باسم ميتفيكس (بالإنجليزية: Metvix)‏، ويستعمل كريم ميتفيكس موضعيًا وبعد مرور بعض الوقت يُسلط ضوءٌ على الجلد من مصدر ضوء أحمر خاص (630 نانومتر) (مصباح أكتيليت الطبي) لتنشيط مُحَسِّس الضَّوء. طورَّ ميتفيكس بواسطة شركة فوتوكيور [الإنجليزية]، واشترت جالديرما جميع الحقوق الخاصة به.

## الموافقات ودواعي الاستعمال
اعتُمد ميثيل أمينوليفولينات في نيوزيلندا لعلاج سرطان الخلايا القاعدية. كما ووفق عليه في العديد من البلدان الأاخرى، واستُخدم لعلاج سرطان الجلد غير الميلانيني (يشمل سرطان الخلايا القاعدية). حيث يمتلك مزايًا مقارنةً بالليفولان.
يعتبر البعض استعماله أمرًا جدليًا، حيث يُزعم أن بعض المرضى يعانون من آلامٍ شديدة.